# ガンコナー
ガンコナー (Ganconer) は、アイルランドに伝わる妖精の一種。
次々と女性に言い寄ることから、「言い寄り魔」とも呼ばれる。
本来は老人の姿で、魔力を使って女達の心を掴むともいわれる。
若い男性の姿をしており、パイプを銜えて人里離れた寂しい場所に現れると、次々に若い女性を口説く。
口説かれた女達は皆がみなガンコナーに恋心を抱くのだが、ガンコナーの方はさっさと姿を消してしまう。
このため、女達は皆、ガンコナーの事を恋焦がれながら死んでしまうという。